# Каполегроти (Кјети)
Каполегроти (итал. Capolegrotti) је насеље у Италији у округу Кјети, региону Абруцо.
Према процени из 2011. у насељу је живело 48 становника. Насеље се налази на надморској висини од 470 м.